# Heterotaxis fritzii
Heterotaxis fritzii là một loài thực vật có hoa trong họ Lan. Loài này được Ojeda & Carnevali mô tả khoa học đầu tiên năm 2005.